# Chlorissa rhoisaria
Chlorissa rhoisaria là một loài bướm đêm trong họ Geometridae.